# Eldred (Illinois)
Eldred – wieś w USA, w stanie Illinois, w hrabstwie Greene. Według spisu z 2000 wioskę zamieszkuje 211 osób. W 2023 liczba mieszkańców spadła do 146 osób, a gęstość zaludnienia do 417,1 osoby/km².

## Geografia
Wioska zajmuje powierzchnię 0,35 km² a całą powierzchnię stanowi ląd.

## Demografia
Według spisu z 2000 roku wioskę zamieszkuje 211 osób skupionych w 97 gospodarstwach domowych, tworzących 54 rodzin. Gęstość zaludnienia wynosi 626,7 osoby/km². W wiosce znajdują się 103 budynki mieszkalne, a ich gęstość występowania wynosi 305,9 mieszkania/km². Wioskę zamieszkuje 97,63% ludności białej, 0,95% Azjatów i 1,42% ludności wywodzącej się z dwóch lub więcej ras.
W wiosce są 97 gospodarstwa domowe, w których 23,7% stanowią dzieci poniżej 18 roku życia żyjących z rodzicami, 40,2% stanowią małżeństwa, 9,3% stanowią kobiety nie posiadające męża oraz 44,3% stanowią osoby samotne. 32% wszystkich gospodarstw domowych składa się z jednej osoby oraz 22,7% żyjących samotnie ma powyżej 65 roku życia. Średnia wielkość gospodarstwa domowego wynosi 2,18 osoby, natomiast rodziny 2,69 osoby. 
Przedział wiekowy kształtuje się następująco: 20,9% stanowią osoby poniżej 18 roku życia, 7,6% stanowią osoby pomiędzy 18 a 24 rokiem życia, 21,8% stanowią osoby pomiędzy 25 a 44 rokiem życia, 29,9% stanowią osoby pomiędzy 45 a 64 rokiem życia oraz 19,9% stanowią osoby powyżej 65 roku życia. Średni wiek wynosi 45 lat. Na każde 100 kobiet przypada 91,8 mężczyzn. Na każde 100 kobiet powyżej 18 roku życia przypada 87,6 mężczyzn.
Średni dochód dla gospodarstwa domowego wynosi 26 250 dolarów, a dla rodziny wynosi 23 438 dolarów. Dochody mężczyzn wynoszą średnio 22 917 dolarów, a kobiet 17 115 dolarów. Średni dochód na osobę w mieście wynosi 13 773 dolarów. Około 29,1% rodzin i 37,2% populacji miasta żyje poniżej minimum socjalnego, z czego 74,5% jest poniżej 18 roku życia i 25,8% powyżej 65 roku życia.